# Евгений Гуляковски
Евгений Гуляковски (на руски: Евгений Яковлевич Гуляковский) е руски писател на произведения в жанровете научна фантастика и фентъзи.

## Биография и творчество
Евгений Гуляковски е роден на 20 август 1934 г. в Казан, СССР (днес Русия, Република Татарстан). Има две висши образования. През 1958 г. завършва Казанския държавен университет. После учи геология в Университета в Кишинев и след дипломирането си работи като ръководител на изследователския геоложки отряд в Североизточен Казахстан.
Първите му творби са приключенски истории за геолози. Първата му повест „Украденный залог“ е публикувана през 1962 г., а първото му научнофантастично произведение „Ошибка“ – през 1964 г.
През 1968 г. Гуляковски завършва висшият курс за сценаристи и започва да пише професионално. По негови сценарии са филмите „Над пустыней небо“ и „Горная станция“.
Неговите художествени фантастични творби са отнесени към т.нар. „малогвардейска школа“, която не излиза извън героизма на космическите изследвания, срещите с екзотични представители на извънземен живот и безумните приключения. Въпреки това той е оригинално явление в руската литература.
През 1979 г. излиза един от най-известните му романи „Сезонът на мъглите“ от едноименната поредица, станала първата в рускоезичната литература космическа сага с елементи на окултизъм.
През 1998 г. Гуляковски е удостоен с премията за цялостен принос в научнофантастична литература „Аелита“, а през 2004 г. получава наградата „Лунна дъга“ за романа „Обратната страна на времето“. Член е на Съюза на писателите на Русия.
Евгений Гуляковски живее в Москва.
Умира на 3 ноември 2017 г. на 84-годишна възраст.

## Произведения

### Самостоятелни романи
- Стратегия захвата (1994)
- Красное смещение (1996)
- Игры шестого круга (1997)
- Затерянные среди звезд (1998)
- Часовые Вселенной (1999)
- Обратная сторона времени (2004) – награда „Лунна дъга“
- Повелительница снов (2004)
- Зона Захвата (2006)
- Посол в запретную зону (2010)

### Серия „Сезонът на мъглите“ (Сезон туманов)
1. Сезонът на мъглите, Сезон туманов (1979)
2. Дългият изгрев на Ена, Долгий восход на Энне (1984)
3. Хроники инспектора Ротанова (2006)

### Серия „Чужда планета“ (Чужая планета)
1. Чужие пространства (1994)
2. Чужая планета (2003)
3. Серия Лабиринт миров
4. Звездный мост (2001)
5. Лабиринт миров (2002)

### Серия „Прометей“ (Прометей)
1. Зона воздействия (2005)
2. Меч Прометея (Зона воздействия + Веста) (2006)
3. Огонь Прометея (2007)
4. Визит к Прометею (2008)
5. Сила Прометея (2009)

### Новели и разкази
- Украденный залог (1962)
- Ошибка (1964)
- Легенда о серебряном человеке (1973)
- Планета за контакт, Планета для контакта (1976)
- Тень Земли (1977)
- Запретная зона (1978)
- Атланты держат небо (1979)
- Шорох прибоя (1982)
- Третий дубль (1999)
- Голубые крылья (2000)
- Последний мираж (2002)
- Рождение звезды (2004)
- Уравнение с одним неизвестным (2004)

### Киносценарии
- Над пустыней небо (1964)
- Горная станция (1973)